# Jacobo Bucaram
Jacobo Bucaram Ortiz (Guayaquil, 4 de agosto de 1947 - 27 de septiembre de 2024) fue un ingeniero agrónomo, político y exdeportista ecuatoriano. Ocupó varios cargos políticos a lo largo de su vida, entre los que se cuentan diputado nacional en tres ocasiones, vicepresidente del Congreso Nacional del Ecuador y alcalde del Cantón Milagro. En las elecciones presidenciales de 2002 fue candidato a presidente de la República, sin embargo alcanzó sólo el 11.87% de votos, terminando en sexto lugar.

## Biografía
Nació en Guayaquil, el 4 de agosto de 1947, hijo de Jacobo Bucaram Elmhalim y Rina Ortiz Caicedo, y sobrino del exalcalde de Guayaquil, Assad Bucaram. Estudió su instrucción primaria y secundaria en el Colegio Salesiano Cristóbal Colón. Se graduó de ingeniero agrónomo en la Universidad de Guayaquil y obtuvo un masterado en Administración y Gerencia Universitaria. En su juventud fue un destacado deportista, participando en torneos sudamericanos y panamericanos, reconocimientos por los que fue nombrado presidente vitalicio de la Federación Ecuatoriana de Atletismo.
Se convirtió en director del Instituto Ecuatoriano de Recursos Hidráulicos en el gobierno de Jaime Roldós Aguilera y decano de la Facultad de Ciencias Agrónomas en la Universidad de Guayaquil. Años más tarde, en 1988, entró por primera vez como diputado al Congreso Nacional del Ecuador por el Partido Roldosista Ecuatoriano (PRE).
El 3 de octubre de 1990 protagonizó una pelea en el palacio legislativo considerada una de las más crudas y controversiales de la historia ecuatoriana, cuando junto a otros legisladores de su partido dio una golpiza que dejó ensangrentados y con los rostros hinchados a los legisladores de la Democracia Popular Vladimiro Álvarez y Jamil Mahuad, quien llegaría a ser Presidente de la República 8 años después, motivados por la oposición de la Democracia Popular a otorgarle amnistía al hermano de Jacobo exiliado en Panamá.
Fue reelegido en las elecciones legislativas de 1992 por el PRE, y llegó a ocupar la vicepresidencia del Congreso de 1992 a 1993. En 1996 volvió a ganar la reelección como diputado. Ese mismo año, durante la corta presidencia de la República de su hermano menor, el abogado Abdalá Bucaram, Jacobo fue nombrado presidente del Comité Olímpico Ecuatoriano. Sin embargo, tuvo que renunciar al cargo antes de cumplir el año por presión de 18 federaciones deportivas del país, las mismas que aseguraron que había obtenido el cargo por intervención de su hermano.
Ocupó el puesto de alcalde de Milagro desde el año 2000 hasta que presentó su renuncia en 2002 con motivos de participar en las elecciones presidenciales del mismo año. En éstas fue designado como el candidato a la presidencia por el PRE. Durante su campaña recibió críticas por la percepción de que era su hermano menor, que había sido destituido de la presidencia cinco años atrás, el que manejaba su campaña desde Panamá, percepción incrementada por las continuas apariciones de Abdalá en la televisión local criticando a los contrincantes de su hermano. Así mismo se barajaba que el principal objetivo de Jacobo en la presidencia sería el retorno de su exiliado hermano al país. En los resultados finales obtuvo el 11.87% de votos válidos, alcanzando el sexto lugar.
En julio de 2012 dejó su cargo de rector de la Universidad Agraria del Ecuador, que él mismo había ayudado a fundar, y de la que había sido rector durante 20 años. Fue reemplazado por su hija, Martha Bucaram.

## Fallecimiento
Falleció, a causa de cáncer, el 27 de septiembre de 2024.